# Freddie Roscoe (Hollyoaks)
Frederick "Freddie" Roscoe es un personaje ficticio de la serie de televisión Hollyoaks interpretado por el actor Charlie Clapham desde el 6 de mayo del 2013 hasta el 24 de abril del 2017.

## Historia
A pesar de que Freddie es hedonista, asume riesgos y peligros, es rebelde, imprudente e impredecible, es un joven inteligente, energético y reflexivo. Ama a su familia aunque a veces tiene constantes enfrentamientos con su hermano mayor Joe.

## Biografía
Freddie llega a Hollyoaks luego de que su madre le ordenara que buscará un negocio para comprar y un lugar para vivir, sin embargo poco después encuentra a su hermano menor Robbie Roscoe robándole dinero a su director Patrick Blake, Freddie obliga a su hermano a devolver el dinero y pedir disculpas por sus acciones. Poco después se topa con Maxine Minniver y terminan acostándose juntos. 
Cuando Freddie descubre que su hermano Robbie había sido responsable del robo ocurrido en la tienda y que él le había disparado en la pierna a Callum Kane lo protege y esconde el arma. Poco después cuando Maxine Minniver termina su relación con Patrick Blake decide aceptar la invitación de Freddie y termina acostándose juntos.
Más tarde Freddie y sus hermanos tiene un enfrentamiento con Paul Browning quien descubre su coche destruido después de que tuvieran que abrirlo para salvar a Jason Roscoe quien se había desmayado dentro del coche y había quedado atrapado, poco después cuando Freddie descubre que Paul había intentado abusar de Lindsey Butterfield la prometida de su hermano Joe Roscoe, va al hotel donde sucedió el ataque y toma el video y la fotos con las que chantajea a Paul para que le de dinero. Más tarde Freddie incendia el bar sin saber que Maxine Minniver y Sinead O'Connor estaban adentro quienes son rescatadas por Dodger Savage y cuando se da cuenta de lo sucedido se asusta.
Freddie se une con Ste Hay y juntos planean robar una tienda pero cuando el criminal Trevor Royle descubre su plan decide realizarlo y cuando encuentra a Freddie comienzan a pelear y Freddie termina siendo apuñalado, en el hospital se recupera pero cuando Trevor lo visita lo amenaza con no decirle a la policía que él había sido el responsable, poco después Trevor comienza a acosar a su familia y para alejarlo Freddie acepta trabajar para él.
Cuando Trevor mata al detective Richie Trent luego de que este intentara que Sinead expusiera a Tevor como un criminal, este le paga a Freddie para que se deshiciera del cuerpo de Trent, más tarde cuando el padre de Ritchie, Don Trent llega a la villa para descubrir la verdad sobre la desaparición de su hijo y confronta a Sinead, Freddie en pánico decide ir a buscar a Sinead y cuando ve a Don con ella lo golpea en la cabeza con una secadora lo que deja a Don inconsciente, después de lo sucedido Freddie decide entregarse a la policía y decir toda la verdad sobre Trevor, sin embargo Sinead le cuenta a Trevor el plan de Freddie por miedo a que ella igual fuera detenida y Trevor termina secuestrándolo y llevándolo en donde había enterrado el cuerpo de Trent, Trevor desata las piernas de Freddie pero antes de matarlo el celular de Trevor suena pero antes de que pudiera contestar su teléfono Freddie lo golpea, cuando intenta escaparse Trevor lo alcanza y lo golpea pero su socio Fraser Black llega a tiempo y le ordena no matar a Freddie, luego del encuentro Fraser obliga a Trevor a llevar a Freddie al hospital donde se recupera.
Después de que Freddie descubriera a Lindsey ayudando a Cindy Cunningham y a Mercedes McQueen intentando deshacerse del cuerpo de Paul (luego de que Mercedes lo matara mientras intentaba alejarse de él luego de que Paul intentara matarla luego de haberla secuestrado), él las ayuda. Poco después cuando Freddie descubre que su hermano Joe se había acostado con Nancy Hayton luego de separarse de Lidnsey brevemente lo amenaza con decirle a Lindsey lo sucedido si Joe no lo hacía, sin embargo Sandy al oírlos pelear y descubrir la verdad le dice a Freddie que se quede callado y no diga nada, cuando su novia Sinead comienza a darse cuenta de que Freddie intentaba estar cerca de Lindsey lo confronta y él le revela que estaba enamorado de ella, lo que deja destrozada a Sinead pero poco después regresan.
El día de la boda de Joe y Lindsey cuando se descubre la verdad Freddie finalmente le revela a Lindsey que estaba enamorado de ella y cuando ella lo confronta preguntándole desde cuándo él se sentía así Freddie le dice que desde que ella había comenzado a salir con su hermano, sin embargo Lindsey le dice que ella no siente lo mismo por él, que sólo lo veía como a un hermano y que al que en realidad amaba era a Joe; y cuando Joe y Lindsey regresan y se van de viaje Freddie queda destrozado.
Más tarde Lindsey le dice a Freddie que seguirían siendo amigos y se abrazan pero cuando Sinead los ve, se pone celosa y decide vengarse de Freddie escribiéndole una carta a Joe donde le decía que su hermano estaba enamorado de su prometida, cuando Sinead se da cuenta de su error y le dice a Freddie lo que había hecho intenta este se enfurece por lo que Sinead decide recuperar la carta pero descubre que no estaba, unas horas más tarde Robbie le dice que él había encontrado la carta y que no diría nada si Sinead se acostaba con él por lo que ella acepta, sin embargo Robbie decide no hacerlo y le dice a Sinead que se vaya.
Poco después Freddie le propone matrimonio a Sinead y ella acepta, pero cuando Sinead cree erróneamente que Freddie tenía una aventura con Lindsey termina acostándose con Robbie y cuando Freddie se entera de lo sucedido la confronta y termina golpeando a su hermano enfrente de su familia, cuando Freddie descubre a Grace y Trevor juntos decide decirle a Fraser quien los confronta. A pesar de lo sucedido Freddie se casa con Sinead, sin embargo su felicidad no dura luego de que Grace descubriera que Freddie había sido el que le había contado a su padre sobre su relación con Trevor y le dice que uno de sus seres queridos podría morir si él no mataba a Mercedes McQueen de la misma manera en que ella había matado a su hermana Clare Devine al inicio Freddie cree que es Sinead o Lindsey pero queda destrozado cuando descubre que Grace había secuestrado a su hermano Joe.
El 22 de octubre del 2015 se creyó que Freddie fue asesinado por Lindsey, luego de que ella descubriera que él la iba a dejar para huir con Mercedes McQueen a Valencia y le administra una dosis alta de cloruro de potasio en el hospital. Sin embargo al pocas horas después se revela que Freddie había sobrevivido.
El 24 de abril del 2017 Freddie decidió irse de Hollyoaks con su hija, Lexi.